# 900-as vasúti fővonal
A 900-as vasúti fővonal Románia egyik vasúti fővonala a Bukarest (Északi pályaudvar) – Roșiorii de Vede (Északi pályaudvar) – Craiova – Filiași – Karánsebes – Lugos – Temesvár (Északi pályaudvar) nyomvonalon, 533 km hosszan. 57 vasútállomás található rajta.

## Mellékvonalak
- 901 Bukarest (Északi pályaudvar) – Titu – Pitești – Costești – Slatina – Piatra-Olt – Balș – Craiova (250 km)
- 902 Bukarest – Gyurgyevó (61 km)
- 903 Videle – Gyurgyevó (66 km)
- 904 Titu – Târgoviște – Pietroşiţa (67 km)
- 905 Goleşti – Câmpulung (55 km)
- 906 Piteşti – Curtea de Argeş (38 km)
- 907 Roșiorii de Vede (Északi pályaudvar) – Costeşti (64 km)
- 908 Roșiorii de Vede (Északi pályaudvar) – Turnu Măgurele (50 km)
- 909 Roșiorii de Vede (Északi pályaudvar) – Alexandria – Zimnicea (78 km)
- 910 Piatra Olt – Caracal – Corabia (74 km)
- 912 Craiova – Calafat (108 km)
- 913 Goieşti – Poiana Mare (7 km)
- 914 Strehaia – Motru (31 km)
- 915 Karánsebes – Resicabánya (43 km)
- 916 Lugos – Buziásfürdő – Gátalja – Nagyzsám (84 km)
- 917 Karánsebes – Băuţar (37 km)
- 918 Temesvár  (Északi pályaudvar) – Buziásfürdő
- 919 Temesvár  (Északi pályaudvar) – Zsombolya, Nagykikinda (Szerbia) irányába (58 km)
- 920 Széphely – Liebling (10 km)
- 921 Széphely – Gyér (33 km)
- 922 Temesvár–Alsósztamora-Temesmóra-vasútvonal (56 km)
- 922a Vejte – Gátalja – Zsidovin – Resicabánya (98 km)
- 923 Zsidovin – Oravicabánya (59 km)
- 924 Oravicabánya – Jám (27 km)
- 925 Oravicabánya – Stájerlakanina (33 km)
- 926 Temesvár–Torontálkeresztes (49 km)
- 927 Gyertyámos – Jánosfölde (31 km)
- 928 Zsombolya – Lovrin (27 km)